# 岡山市警察
岡山市警察（おかやましけいさつ）は、かつて存在した岡山県岡山市の自治体警察。

## 概要
従来の岡山県警察部が解体され、1948年（昭和23年）3月7日に岡山市警察本部が設置された。
1952年（昭和27年）4月に東・西両警察署を廃止し、岡山市警察署となっている。
1954年（昭和29年）に新警察法が公布された。これにより国家地方警察と自治体警察が廃止され、新たに都道府県警察として岡山県警察が発足。岡山市警察も岡山県警察に統合され、姿を消した。

## 警察署
1952年（昭和27年）時点
- 岡山市警察署